# Котовский сельский совет (Магдалиновский район)
Кото́вский се́льский сове́т (укр. Котовська сільська рада) — входит в состав Магдалиновского района Днепропетровской области Украины.
Административный центр сельского совета находится в селе Котовка.

## Населённые пункты совета
- с. Котовка
- с. Степановка